# 카운터 로직 게이밍
카운터 로직 게이밍(Counter Logic Gaming, CLG)은 북아메리카의 프로게임단으로 카운터 스트라이크: 글로벌 오펜시브, 리그 오브 레전드, 스매시브라더스, 에이펙스 레전드, 포트나이트 프로게임단을 운영하고 있다. 2010년 4월 16일 조지 조잘리디스 현 대표이사에 의해 설립되었으며 리그 오브 레전드팀은 카운터 로직 게이밍 블랙, 카운터 로직 게이밍 유럽 등의 팀들이 속해있었으나 모두 해체되었고 2020년 현재 5개의 종목을 운영 중이다.

## 개요
카운터 로직 게이밍은 월드 사이버 게임즈 2010 리그 오브 레전드 부문에서 우승을 차지하였고 IEM 시즌 6 쾰른에서도 우승컵을 들어올렸으며 IEM 시즌 6 월드 챔피언십에서는 3위에 입상했다. 또한 리그 오브 레전드 챔피언십 시리즈 서머 시즌 2013에서는 5위에 이름을 올렸고 LCS 서머 2015와 LCS 서머 2016에서는 우승을 거머쥐기도 했다. 카운터 로직 게이밍 블랙이 존재하던 2012년 5월 21일부터 12월 28일까지는 혼란을 피하기 위해 카운터 로직 게이밍 프라임이라는 명칭을 사용하였다.

## 카운터 로직 게이밍 유럽
카운터 로직 게이밍 유럽은 2011년 12월 1일부터 2012년 12월 28일까지 유럽 지역에서 활동하였다. 드림핵 서머 2012에서 우승을, 아주부 리그 오브 레전드 더 챔피언스 서머 2012에서 준우승을 차지하였다. 또한 리그 오브 레전드 월드 챔피언십 시즌 2에서 3위를 차지하였다. 팀 해체 이후 모든 플레이어가 이블 지니어스로 이적하였다.